# Élections municipales de 2020 dans les Ardennes
Le premier tour des élections municipales dans les Ardennes se déroule le 15  mars 2020. Le second tour est reporté à une date ultérieure du fait du confinement lié à la pandémie de COVID-19.

## Maires sortants et maires élus
Le scrutin est marqué par une grande stabilité politique. La gauche échoue ainsi à reconquérir la plupart des villes perdues lors du précédent scrutin, à Les Hautes-Rivières, Revin, Signy-le-Petit, Vouziers et surtout Charleville-Mézières. Elle l'emporte toutefois à Bogny-sur-Meuse et Fumay sur des candidats du parti présidentiel La République en marche, de même que le divers droite Alain Dassimy à Carignan.
| Commune              | Population | Maire sortant          | Parti | Parti | Maire élu              | Parti | Parti |
| -------------------- | ---------- | ---------------------- | ----- | ----- | ---------------------- | ----- | ----- |
| Bazeilles            | 2 394      | Guy Lepage             |       | DVD   | Francis Bonne          |       | DVD   |
| Bogny-sur-Meuse      | 5 100      | Érik Pilardeau         |       | LREM  | Kévin Gengoux          |       | DVG   |
| Carignan             | 2 885      | Denis Lourdelet        |       | DVD   | Alain Dassimy          |       | DVD   |
| Charleville-Mézières | 46 428     | Boris Ravignon         |       | LR    | Boris Ravignon         |       | LR    |
| Donchery             | 2 087      | Christian Welter       |       | LR    | Christian Welter       |       | LR    |
| Douzy                | 2 167      | Charline Closse        |       | DVD   | Charline Closse        |       | DVD   |
| Floing               | 2 349      | Dominique Meurie       |       | DVD   | Martine Lessertisseur  |       | DVD   |
| Fumay                | 3 481      | Mario Iglesias         |       | LREM  | Mathieu Sonnet         |       | DVG   |
| Givet                | 6 749      | Claude Wallendorff     |       | LR    | Robert Itucci          |       | DVD   |
| Monthermé            | 2 335      | Alain Bernard          |       | PCF   | Catherine Joly         |       | DVG   |
| Mouzon               | 2 305      | Gérard Renwez          |       | DVD   | Alain Renard           |       | DVD   |
| Nouvion-sur-Meuse    | 2 250      | Jean-Luc Claude        |       | UDI   | Jean-Luc Claude        |       | UDI   |
| Nouzonville          | 5 836      | Florian Lecoultre      |       | DVG   | Florian Lecoultre      |       | DVG   |
| Rethel               | 7 592      | Guy Deramaix           |       | LR    | Joseph Afribo          |       | DVD   |
| Revin                | 6 239      | Daniel Durbecq         |       | DVD   | Daniel Durbecq         |       | DVD   |
| Rocroi               | 2 330      | Denis Binet            |       | LR    | Denis Binet            |       | LR    |
| Sedan                | 16 428     | Didier Herbillon       |       | DVG   | Didier Herbillon       |       | DVG   |
| Villers-Semeuse      | 3 604      | Jérémy Dupuy           |       | DVG   | Jérémy Dupuy           |       | DVG   |
| Vivier-au-Court      | 2 954      | Dominique Nicolas-Viot |       | DVD   | Dominique Nicolas-Viot |       | DVD   |
| Vouziers             | 4 340      | Yann Dugard            |       | DVD   | Yann Dugard            |       | DVD   |
| Vrigne aux Bois      | 3 623      | Patrick Dutertre       |       | DVG   | Patrick Dutertre       |       | DVG   |

### Résultats en nombre de maires
| Partis       | Partis                               | Maires sortants | Maires élus | Évolution     |
| ------------ | ------------------------------------ | --------------- | ----------- | ------------- |
|              | Divers droite                        | 8               | 10          | 2             |
|              | Les Républicains                     | 5               | 3           | 2             |
|              | Union des démocrates et indépendants | 1               | 1           | en stagnation |
| Total droite | Total droite                         | 12              | 12          | en stagnation |
|              | Divers gauche                        | 4               | 7           | 3             |
|              | Parti communiste français            | 1               | 0           | 1             |
| Total gauche | Total gauche                         | 5               | 7           | 2             |
|              | La République en marche              | 2               | 0           | 2             |
| Total centre | Total centre                         | 2               | 0           | 2             |
| Total        | Total                                | 21              | 21          | 21            |

## Résultats dans les communes de plus de2 000 habitants

### Bazeilles
- Maire sortant : Guy Lepage (DVD), ne se représente pas
- 23 sièges à pourvoir au conseil municipal (population légale 2017: 2 394 habitants)
- 1 sièges à pourvoir au conseil communautaire (CA Ardenne Métropole)

|                                                     | Francis Bonne            | DVD                      | 493   | 100,00 | 23 | 1 |  |  |
| Unissons nous pour la commune nouvelle de Bazeilles |                          |                          | 493   | 100,00 | 23 | 1 |  |  |
|                                                     |                          |                          |       |        |    |   |  |  |
| Exprimés                                            | Exprimés                 | Exprimés                 | 493   | 87,10  |    |   |  |  |
| Votes blancs                                        | Votes blancs             | Votes blancs             | 9     | 1,59   |    |   |  |  |
| Votes nuls                                          | Votes nuls               | Votes nuls               | 64    | 11,31  |    |   |  |  |
| Total                                               | Total                    | Total                    | 566   | 100    | 23 | 1 |  |  |
| Abstention                                          | Abstention               | Abstention               | 1 138 | 66,78  |    |   |  |  |
| Inscrits / participation                            | Inscrits / participation | Inscrits / participation | 1 704 | 33,22  |    |   |  |  |

### Bogny-sur-Meuse
- Maire sortant : Érik Pilardeau (LREM), ne se représente pas
- 29 sièges à pourvoir au conseil municipal (population légale 2017: 5 100 habitants)
- 10 sièges à pourvoir au conseil communautaire (CC Vallées et Plateau d'Ardenne)

|                          | Kévin Gengoux            | DVG                      | 987   | 66,19 | 24 | 8  |  |  |
| Bogny 2020               |                          |                          | 987   | 66,19 | 24 | 8  |  |  |
|                          | Francis Rouschop         | SE                       | 504   | 33,80 | 5  | 2  |  |  |
| Unis pour Bogny          |                          |                          | 504   | 33,80 | 5  | 2  |  |  |
|                          |                          |                          |       |       |    |    |  |  |
| Exprimés                 | Exprimés                 | Exprimés                 | 1 491 | 94,85 |    |    |  |  |
| Votes blancs             | Votes blancs             | Votes blancs             | 31    | 1,97  |    |    |  |  |
| Votes nuls               | Votes nuls               | Votes nuls               | 50    | 3,18  |    |    |  |  |
| Total                    | Total                    | Total                    | 1 572 | 100   | 29 | 10 |  |  |
| Abstention               | Abstention               | Abstention               | 1 862 | 54,22 |    |    |  |  |
| Inscrits / participation | Inscrits / participation | Inscrits / participation | 3 434 | 45,78 |    |    |  |  |

### Carignan
- Maire sortant : Denis Lourdelet (LREM), ne se représente pas
- 23 sièges à pourvoir au conseil municipal (population légale 2017: 2 885 habitants)
- 8 sièges à pourvoir au conseil communautaire (CC des Portes du Luxembourg)

| Tête de liste                 | Tête de liste            | Liste                    | Premier tour | Premier tour | Second tour | Second tour | Sièges | Sièges |
| Tête de liste                 | Tête de liste            | Liste                    | Voix         | %            | Voix        | %           | CM     | CC     |
| ----------------------------- | ------------------------ | ------------------------ | ------------ | ------------ | ----------- | ----------- | ------ | ------ |
|                               | Alain Dassimy            | DVD                      | 366          | 44,85        | 442         | 50,17       | 18     | 6      |
| Carignan, continuons ensemble |                          |                          | 366          | 44,85        | 442         | 50,17       | 18     | 6      |
|                               | Édouard Vizcaino         | DVG-PS                   | 236          | 28,92        | 178         | 20,20       | 3      | 1      |
| Carignan ensemble             |                          |                          | 236          | 28,92        | 178         | 20,20       | 3      | 1      |
|                               | Estelle Drion            | LREM                     | 214          | 26,22        | 261         | 29,62       | 2      | 1      |
| Carignan demain               |                          |                          | 214          | 26,22        | 261         | 29,62       | 2      | 1      |
|                               |                          |                          |              |              |             |             |        |        |
| Votes valides                 | Votes valides            | Votes valides            | 816          | 96,00        |             |             |        |        |
| Votes blancs                  | Votes blancs             | Votes blancs             | 19           | 2,24         |             |             |        |        |
| Votes nuls                    | Votes nuls               | Votes nuls               | 15           | 1,76         |             |             |        |        |
| Total                         | Total                    | Total                    | 850          | 100          |             | 100         | 23     | 8      |
| Abstention                    | Abstention               | Abstention               | 1 200        | 58,54        |             |             |        |        |
| Inscrits / participation      | Inscrits / participation | Inscrits / participation | 2 050        | 41,46        |             |             |        |        |

### Charleville-Mézières
- Maire sortant : Boris Ravignon (LR)
- 43 sièges à pourvoir au conseil municipal (population légale 2017: 46 428 habitants)
- 32 sièges à pourvoir au conseil communautaire (CA Ardenne Métropole)

|                                                          | Boris Ravignon     | LR-UDI-LREM-MoDem | 6 992  | 77,61  | 40 | 29 |  |  |
| Charleville-Mézières avance avec vous                    |                    |                   | 6 992  | 77,61  | 40 | 29 |  |  |
|                                                          | Sylvain Dalla Rosa | PCF-PS-G.s        | 1 103  | 12,24  | 2  | 2  |  |  |
| Une ville pour tous                                      |                    |                   | 1 103  | 12,24  | 2  | 2  |  |  |
|                                                          | Christophe Dumont  | EÉLV-LFI          | 691    | 7,67   | 1  | 1  |  |  |
| Charleville-Mézières écologiste et citoyenne             |                    |                   | 691    | 7,67   | 1  | 1  |  |  |
|                                                          | Mink Takawe        | LO                | 222    | 2,46   | 0  | 0  |  |  |
| Lutte ouvrière - Faire entendre le camp des travailleurs |                    |                   | 222    | 2,46   | 0  | 0  |  |  |
|                                                          |                    |                   |        |        |    |    |  |  |
| Inscrits                                                 | Inscrits           | Inscrits          | 29 194 | 100,00 |    |    |  |  |
| Abstentions                                              | Abstentions        | Abstentions       | 19 927 | 68,26  |    |    |  |  |
| Votants                                                  | Votants            | Votants           | 9 267  | 31,74  |    |    |  |  |
| Blancs                                                   | Blancs             | Blancs            | 99     | 1,07   |    |    |  |  |
| Nuls                                                     | Nuls               | Nuls              | 160    | 1,73   |    |    |  |  |
| Exprimés                                                 | Exprimés           | Exprimés          | 9 008  | 97,21  |    |    |  |  |

### Donchery
- Maire sortant : Christian Welter (DVC)
- 19 sièges à pourvoir au conseil municipal (population légale 2017: 2 087 habitants)
- 1 sièges à pourvoir au conseil communautaire (CA Ardenne Métropole)

|                                  | Christian Welter | DVC         | 624   | 100,00 | 19 | 1 |  |  |
| Donchery pour tous               |                  |             | 624   | 100,00 | 19 | 1 |  |  |
|                                  | Olivier Hanot    | SE          | 0     | 0,00   | 0  | 0 |  |  |
| Un nouveau souffle pour Donchery |                  |             | 0     | 0,00   | 0  | 0 |  |  |
|                                  |                  |             |       |        |    |   |  |  |
| Inscrits                         | Inscrits         | Inscrits    | 1 648 | 100,00 |    |   |  |  |
| Abstentions                      | Abstentions      | Abstentions | 908   | 55,10  |    |   |  |  |
| Votants                          | Votants          | Votants     | 740   | 44,90  |    |   |  |  |
| Blancs                           | Blancs           | Blancs      | 62    | 8,38   |    |   |  |  |
| Nuls                             | Nuls             | Nuls        | 54    | 7,30   |    |   |  |  |
| Exprimés                         | Exprimés         | Exprimés    | 624   | 84,32  |    |   |  |  |

### Douzy
- Maire sortante : Charline Closse (DVD)
- 23 sièges à pourvoir au conseil municipal (population légale 2017: 2 167 habitants)
- 6 sièges à pourvoir au conseil communautaire (CC des Portes du Luxembourg)

|                             | Charline Closse | DVD         | 350   | 100,00 | 23 | 6 |  |  |
| Ensemble pour Douzy - Mairy |                 |             | 350   | 100,00 | 23 | 6 |  |  |
|                             |                 |             |       |        |    |   |  |  |
| Inscrits                    | Inscrits        | Inscrits    | 1 435 | 100,00 |    |   |  |  |
| Abstentions                 | Abstentions     | Abstentions | 1 005 | 70,03  |    |   |  |  |
| Votants                     | Votants         | Votants     | 430   | 29,97  |    |   |  |  |
| Blancs                      | Blancs          | Blancs      | 8     | 1,86   |    |   |  |  |
| Nuls                        | Nuls            | Nuls        | 72    | 16,74  |    |   |  |  |
| Exprimés                    | Exprimés        | Exprimés    | 350   | 81,40  |    |   |  |  |

### Floing
- Maire sortante : Dominique Meurie (DVD)
- 19 sièges à pourvoir au conseil municipal (population légale 2017: 2 349 habitants)
- 1 sièges à pourvoir au conseil communautaire (CA Ardenne Métropole)

| Tête de liste                   | Tête de liste             | Liste                    | Premier tour | Premier tour | Second tour | Second tour | Sièges | Sièges |
| Tête de liste                   | Tête de liste             | Liste                    | Voix         | %            | Voix        | %           | CM     | CC     |
| ------------------------------- | ------------------------- | ------------------------ | ------------ | ------------ | ----------- | ----------- | ------ | ------ |
|                                 | Martine Lessertisseur     | DVD                      | 445          | 48,74        | 553         | 56,08       | 15     | 1      |
| Floing passion                  |                           |                          | 445          | 48,74        | 553         | 56,08       | 15     | 1      |
|                                 | Catherine Frankinet Bidot | DVG                      | 349          | 38,22        | 375         | 38,03       | 4      | 0      |
| Floing pour demain, avec vous ! |                           |                          | 349          | 38,22        | 375         | 38,03       | 4      | 0      |
|                                 | Dominique Meurie          | DVD                      | 119          | 13,03        | 58          | 5,88        | 0      | 0      |
| Floing nouvel horizon           |                           |                          | 119          | 13,03        | 58          | 5,88        | 0      | 0      |
|                                 |                           |                          |              |              |             |             |        |        |
| Votes valides                   | Votes valides             | Votes valides            | 913          | 98,38        |             |             |        |        |
| Votes blancs                    | Votes blancs              | Votes blancs             | 3            | 0,32         |             |             |        |        |
| Votes nuls                      | Votes nuls                | Votes nuls               | 12           | 1,29         |             |             |        |        |
| Total                           | Total                     | Total                    | 928          | 100          |             | 100         | 19     | 1      |
| Abstention                      | Abstention                | Abstention               | 772          | 45,41        |             |             |        |        |
| Inscrits / participation        | Inscrits / participation  | Inscrits / participation | 1 700        | 54,59        |             |             |        |        |

### Fumay
- Maire sortant : Mario Iglesias (LREM)
- 23 sièges à pourvoir au conseil municipal (population légale 2017: 3 481 habitants)
- 5 sièges à pourvoir au conseil communautaire (CC Ardenne rives de Meuse)

|                          | Mathieu Sonnet   | DVG         | 884   | 64,05  | 19 | 4 |  |  |
| Fumay : tout un projet ! |                  |             | 884   | 64,05  | 19 | 4 |  |  |
|                          | Mario Iglesias * | LREM        | 496   | 35,94  | 4  | 1 |  |  |
| Agir ensemble pour Fumay |                  |             | 496   | 35,94  | 4  | 1 |  |  |
|                          |                  |             |       |        |    |   |  |  |
| Inscrits                 | Inscrits         | Inscrits    | 2 578 | 100,00 |    |   |  |  |
| Abstentions              | Abstentions      | Abstentions | 1 164 | 45,15  |    |   |  |  |
| Votants                  | Votants          | Votants     | 1 414 | 54,85  |    |   |  |  |
| Blancs                   | Blancs           | Blancs      | 16    | 1,13   |    |   |  |  |
| Nuls                     | Nuls             | Nuls        | 18    | 1,27   |    |   |  |  |
| Exprimés                 | Exprimés         | Exprimés    | 1 380 | 97,60  |    |   |  |  |

### Givet
- Maire sortant : Claude Wallendorff (DVD)
- 29 sièges à pourvoir au conseil municipal (population légale 2017: 6 749 habitants)
- 10 sièges à pourvoir au conseil communautaire (CC Ardenne rives de Meuse)

| Tête de liste                | Tête de liste            | Liste                    | Premier tour | Premier tour | Second tour | Second tour | Sièges | Sièges |
| Tête de liste                | Tête de liste            | Liste                    | Voix         | %            | Voix        | %           | CM     | CC     |
| ---------------------------- | ------------------------ | ------------------------ | ------------ | ------------ | ----------- | ----------- | ------ | ------ |
|                              | Robert Itucci            | DVD                      | 653          | 31,13        | 911         | 38,60       | 21     | 7      |
| Servir Givet Génération 2020 |                          |                          | 653          | 31,13        | 911         | 38,60       | 21     | 7      |
|                              | Éric Viscardy            | DVD                      | 589          | 28,08        | 692         | 32,07       | 4      | 1      |
| Givet avec vous              |                          |                          | 589          | 28,08        | 692         | 32,07       | 4      | 1      |
|                              | Julien Vergé             | SE                       | 569          | 27,13        | 757         | 17,81       | 4      | 2      |
| Givet ensemble               |                          |                          | 569          | 27,13        | 757         | 17,81       | 4      | 2      |
|                              | Daniel Borin             | DVG                      | 286          | 13,63        |             |             |        |        |
| Citoyens solidaires          |                          |                          | 286          | 13,63        |             |             |        |        |
|                              |                          |                          |              |              |             |             |        |        |
| Votes valides                | Votes valides            | Votes valides            | 2 097        | 97,85        |             |             |        |        |
| Votes blancs                 | Votes blancs             | Votes blancs             | 21           | 0,98         |             |             |        |        |
| Votes nuls                   | Votes nuls               | Votes nuls               | 25           | 1,17         |             |             |        |        |
| Total                        | Total                    | Total                    | 2 143        | 100          |             | 100         | 29     | 10     |
| Abstention                   | Abstention               | Abstention               | 2 096        | 49,45        |             |             |        |        |
| Inscrits / participation     | Inscrits / participation | Inscrits / participation | 4 239        | 50,55        |             |             |        |        |

### Monthermé
- Maire sortant : Alain Bernard (PCF), ne se représente pas
- 19 sièges à pourvoir au conseil municipal (population légale 2017: 2 335 habitants)
- 4 sièges à pourvoir au conseil communautaire (CC Vallées et Plateau d'Ardenne)

|                                  | Catherine Joly | DVG         | 537   | 100,00 | 19 | 4 |  |  |
| Toujours ensemble pour Monthermé |                |             | 537   | 100,00 | 19 | 4 |  |  |
|                                  |                |             |       |        |    |   |  |  |
| Inscrits                         | Inscrits       | Inscrits    | 1 532 | 100,00 |    |   |  |  |
| Abstentions                      | Abstentions    | Abstentions | 924   | 60,31  |    |   |  |  |
| Votants                          | Votants        | Votants     | 608   | 39,69  |    |   |  |  |
| Blancs                           | Blancs         | Blancs      | 14    | 2,30   |    |   |  |  |
| Nuls                             | Nuls           | Nuls        | 57    | 9,38   |    |   |  |  |
| Exprimés                         | Exprimés       | Exprimés    | 537   | 88,32  |    |   |  |  |

### Mouzon
- Maire sortant : Gérard Renwez (DVD), ne se représente pas
- 23 sièges à pourvoir au conseil municipal (population légale 2017: 2 305 habitants)
- 6 sièges à pourvoir au conseil communautaire (CC des Portes du Luxembourg)

|                                | Alain Renard | DVD         | 429   | 56,52  | 18 | 5 |  |  |
| Énergie et actions pour Mouzon |              |             | 429   | 56,52  | 18 | 5 |  |  |
|                                | Lionel Bihin | DVD         | 330   | 43,47  | 5  | 1 |  |  |
| Vivons notre cité              |              |             | 330   | 43,47  | 5  | 1 |  |  |
|                                |              |             |       |        |    |   |  |  |
| Inscrits                       | Inscrits     | Inscrits    | 1 652 | 100,00 |    |   |  |  |
| Abstentions                    | Abstentions  | Abstentions | 864   | 52,30  |    |   |  |  |
| Votants                        | Votants      | Votants     | 788   | 47,70  |    |   |  |  |
| Blancs                         | Blancs       | Blancs      | 9     | 1,14   |    |   |  |  |
| Nuls                           | Nuls         | Nuls        | 20    | 2,54   |    |   |  |  |
| Exprimés                       | Exprimés     | Exprimés    | 759   | 96,32  |    |   |  |  |

### Nouvion-sur-Meuse
- Maire sortant : Jean-Luc Claude (UDI)
- 19 sièges à pourvoir au conseil municipal (population légale 2017: 2 250 habitants)
- 1 sièges à pourvoir au conseil communautaire (CA Ardenne Métropole)

|                | Jean-Luc Claude | UDI         | 480   | 100,00 | 19 | 1 |  |  |
| Vivons Nouvion |                 |             | 480   | 100,00 | 19 | 1 |  |  |
|                |                 |             |       |        |    |   |  |  |
| Inscrits       | Inscrits        | Inscrits    | 1 798 | 100,00 |    |   |  |  |
| Abstentions    | Abstentions     | Abstentions | 1 231 | 68,46  |    |   |  |  |
| Votants        | Votants         | Votants     | 567   | 31,54  |    |   |  |  |
| Blancs         | Blancs          | Blancs      | 41    | 7,23   |    |   |  |  |
| Nuls           | Nuls            | Nuls        | 46    | 8,11   |    |   |  |  |
| Exprimés       | Exprimés        | Exprimés    | 480   | 84,66  |    |   |  |  |

### Nouzonville
- Maire sortant : Florian Lecoultre (DVG)
- 29 sièges à pourvoir au conseil municipal (population légale 2017: 5 836 habitants)
- 4 sièges à pourvoir au conseil communautaire (CA Ardenne Métropole)

|                                | Florian Lecoultre | DVG         | 1 080 | 63,64  | 24 | 4 |  |  |
| Agir ensemble pour Nouzonville |                   |             | 1 080 | 63,64  | 24 | 4 |  |  |
|                                | Carole Alexandre  | SE-DVG      | 508   | 29,93  | 4  | 0 |  |  |
| NouzonVille Unie               |                   |             | 508   | 29,93  | 4  | 0 |  |  |
|                                | Grérory Catel     | SE          | 109   | 6,42   | 1  | 0 |  |  |
| Nouzon uni, Nouzon ravi        |                   |             | 109   | 6,42   | 1  | 0 |  |  |
|                                |                   |             |       |        |    |   |  |  |
| Inscrits                       | Inscrits          | Inscrits    | 4 423 | 100,00 |    |   |  |  |
| Abstentions                    | Abstentions       | Abstentions | 2 684 | 60,68  |    |   |  |  |
| Votants                        | Votants           | Votants     | 1 739 | 39,32  |    |   |  |  |
| Blancs                         | Blancs            | Blancs      | 27    | 1,55   |    |   |  |  |
| Nuls                           | Nuls              | Nuls        | 15    | 0,86   |    |   |  |  |
| Exprimés                       | Exprimés          | Exprimés    | 1 697 | 97,58  |    |   |  |  |

### Rethel
- Maire sortant : Guy Deramaix (LR), ne se représente pas
- 29 sièges à pourvoir au conseil municipal (population légale 2017: 7 592 habitants)
- 18 sièges à pourvoir au conseil communautaire (CC du Pays Rethélois)

| Tête de liste                   | Tête de liste            | Liste                    | Premier tour | Premier tour | Second tour | Second tour | Sièges | Sièges |
| Tête de liste                   | Tête de liste            | Liste                    | Voix         | %            | Voix        | %           | CM     | CC     |
| ------------------------------- | ------------------------ | ------------------------ | ------------ | ------------ | ----------- | ----------- | ------ | ------ |
|                                 | Joseph Afribo            | DVD                      | 987          | 46,22        | 1325        | 54,63       |        |        |
| Servir Rethel                   |                          |                          | 987          | 46,22        | 1325        | 54,63       |        |        |
|                                 | Renaud Averly            | LR                       | 976          | 45,71        | 1100        | 45,63       |        |        |
| Rethel Avenir                   |                          |                          | 976          | 45,71        | 1100        | 45,63       |        |        |
|                                 | Hervé Cambraye           | GJ                       | 172          | 8,05         |             |             |        |        |
| Pour une citoyenneté rethéloise |                          |                          | 172          | 8,05         |             |             |        |        |
|                                 |                          |                          |              |              |             |             |        |        |
| Votes valides                   | Votes valides            | Votes valides            | 2 135        | 97,00        |             |             |        |        |
| Votes blancs                    | Votes blancs             | Votes blancs             | 22           | 1,00         |             |             |        |        |
| Votes nuls                      | Votes nuls               | Votes nuls               | 44           | 2,00         |             |             |        |        |
| Total                           | Total                    | Total                    | 2 201        | 100          |             | 100         | 29     | 18     |
| Abstention                      | Abstention               | Abstention               | 2 602        | 54,17        |             |             |        |        |
| Inscrits / participation        | Inscrits / participation | Inscrits / participation | 4 803        | 45,83        |             |             |        |        |

### Revin
- Maire sortant : Daniel Durbecq (DVD)
- 29 sièges à pourvoir au conseil municipal (population légale 2017: 6 239 habitants)
- 9 sièges à pourvoir au conseil communautaire (CC Ardenne rives de Meuse)

| Tête de liste                               | Tête de liste            | Liste                    | Premier tour | Premier tour | Second tour | Second tour | Sièges | Sièges |
| Tête de liste                               | Tête de liste            | Liste                    | Voix         | %            | Voix        | %           | CM     | CC     |
| ------------------------------------------- | ------------------------ | ------------------------ | ------------ | ------------ | ----------- | ----------- | ------ | ------ |
|                                             | Daniel Durbecq           | DVD                      | 660          | 32,54        | 1100        | 56,58       | 23     | 7      |
| Ensemble continuons, pensons & vivons Revin |                          |                          | 660          | 32,54        | 1100        | 56,58       | 23     | 7      |
|                                             | Christophe Léonard       | PS                       | 560          | 27,61        | 844         | 43,41       | 6      | 2      |
| Revin ensemble, créons l'avenir !           |                          |                          | 560          | 27,61        | 844         | 43,41       | 6      | 2      |
|                                             | Dominique Ruelle         | DVG                      | 513          | 25,29        |             |             |        |        |
| Demain Revin                                |                          |                          | 513          | 25,29        |             |             |        |        |
|                                             | Maryse Despas            | RN                       | 171          | 8,43         |             |             |        |        |
| Revin Alternative                           |                          |                          | 171          | 8,43         |             |             |        |        |
|                                             | Chabane Sehel            | GJ                       | 124          | 6,11         |             |             |        |        |
| Vivre autrement, Revin ville dynamique      |                          |                          | 124          | 6,11         |             |             |        |        |
|                                             |                          |                          |              |              |             |             |        |        |
| Votes valides                               | Votes valides            | Votes valides            | 2 028        | 98,02        |             |             |        |        |
| Votes blancs                                | Votes blancs             | Votes blancs             | 16           | 0,77         |             |             |        |        |
| Votes nuls                                  | Votes nuls               | Votes nuls               | 25           | 1,21         |             |             |        |        |
| Total                                       | Total                    | Total                    | 2 069        | 100          |             | 100         | 29     | 9      |
| Abstention                                  | Abstention               | Abstention               | 2 619        | 55,87        |             |             |        |        |
| Inscrits / participation                    | Inscrits / participation | Inscrits / participation | 4 688        | 44,17        |             |             |        |        |

### Rocroi
- Maire sortant : Denis Binet (LR)
- 19 sièges à pourvoir au conseil municipal (population légale 2017: 2 330 habitants)
- 4 sièges à pourvoir au conseil communautaire (CC Vallées et Plateau d'Ardenne)

|                                | Denis Binet  | LR          | 615   | 76,68  | 17 | 4 |  |  |
| Rocroi, une passion, un avenir |              |             | 615   | 76,68  | 17 | 4 |  |  |
|                                | Lysian Fagis | DVG         | 187   | 23,31  | 2  | 0 |  |  |
| Vivre ensemble                 |              |             | 187   | 23,31  | 2  | 0 |  |  |
|                                |              |             |       |        |    |   |  |  |
| Inscrits                       | Inscrits     | Inscrits    | 1 668 | 100,00 |    |   |  |  |
| Abstentions                    | Abstentions  | Abstentions | 839   | 50,30  |    |   |  |  |
| Votants                        | Votants      | Votants     | 829   | 49,70  |    |   |  |  |
| Blancs                         | Blancs       | Blancs      | 7     | 0,84   |    |   |  |  |
| Nuls                           | Nuls         | Nuls        | 20    | 2,41   |    |   |  |  |
| Exprimés                       | Exprimés     | Exprimés    | 802   | 96,74  |    |   |  |  |

### Sedan
- Maire sortant : Didier Herbillon (DVG, ex-PS)
- 33 sièges à pourvoir au conseil municipal (population légale 2017: 16 428 habitants)
- 11 sièges à pourvoir au conseil communautaire (CA Ardenne Métropole)

| Tête de liste                                            | Tête de liste            | Liste                    | Premier tour | Premier tour | Second tour | Second tour | Sièges | Sièges |
| Tête de liste                                            | Tête de liste            | Liste                    | Voix         | %            | Voix        | %           | CM     | CC     |
| -------------------------------------------------------- | ------------------------ | ------------------------ | ------------ | ------------ | ----------- | ----------- | ------ | ------ |
|                                                          | Didier Herbillon         | DVG-PS-LREM              | 1 485        | 43,21        | 1670        | 53,99       | 26     | 9      |
| 100% Sedan avec Didier Herbillon                         |                          |                          | 1 485        | 43,21        | 1670        | 53,99       | 26     | 9      |
|                                                          | Odile Berteloodt         | DVD                      | 1 200        | 34,92        | 1136        | 36,72       | 6      | 2      |
| Changeons de cap !                                       |                          |                          | 1 200        | 34,92        | 1136        | 36,72       | 6      | 2      |
|                                                          | Bertrand Bonhomme        | DVD                      | 345          | 10,04        | 287         | 9,27        | 1      | 0      |
| Union pour le sedanais                                   |                          |                          | 345          | 10,04        | 287         | 9,27        | 1      | 0      |
|                                                          | Anne du Souich           | LFI                      | 295          | 8,58         |             |             |        |        |
| Alternative citoyenne pour Sedan                         |                          |                          | 295          | 8,58         |             |             |        |        |
|                                                          | Laure Augier             | LO                       | 111          | 3,23         |             |             |        |        |
| Lutte ouvrière - Faire entendre le camp des travailleurs |                          |                          | 111          | 3,23         |             |             |        |        |
|                                                          |                          |                          |              |              |             |             |        |        |
| Votes valides                                            | Votes valides            | Votes valides            | 3 436        | 96,60        |             |             |        |        |
| Votes blancs                                             | Votes blancs             | Votes blancs             | 48           | 1,35         |             |             |        |        |
| Votes nuls                                               | Votes nuls               | Votes nuls               | 73           | 2,05         |             |             |        |        |
| Total                                                    | Total                    | Total                    | 3 557        | 100          |             | 100         | 33     | 11     |
| Abstention                                               | Abstention               | Abstention               | 6 050        | 62,97        |             |             |        |        |
| Inscrits / participation                                 | Inscrits / participation | Inscrits / participation | 9 607        | 37,03        |             |             |        |        |

### Villers-Semeuse
- Maire sortant : Jérémy Dupuy (DVG)
- 27 sièges à pourvoir au conseil municipal (population légale 2017: 3 604 habitants)
- 2 sièges à pourvoir au conseil communautaire (CA Ardenne Métropole)

|                                | Jérémy Dupuy | DVG         | 809   | 100,00 | 27 | 2 |  |  |
| Inventons le meilleur ensemble |              |             | 809   | 100,00 | 27 | 2 |  |  |
|                                |              |             |       |        |    |   |  |  |
| Inscrits                       | Inscrits     | Inscrits    | 2 504 | 100,00 |    |   |  |  |
| Abstentions                    | Abstentions  | Abstentions | 1 593 | 63,62  |    |   |  |  |
| Votants                        | Votants      | Votants     | 911   | 36,38  |    |   |  |  |
| Blancs                         | Blancs       | Blancs      | 49    | 5,38   |    |   |  |  |
| Nuls                           | Nuls         | Nuls        | 53    | 5,82   |    |   |  |  |
| Exprimés                       | Exprimés     | Exprimés    | 809   | 88,80  |    |   |  |  |

### Vivier-au-Court
- Maire sortante : Dominique Nicolas-Viot (DVD)
- 23 sièges à pourvoir au conseil municipal (population légale 2017: 2 954 habitants)
- 2 sièges à pourvoir au conseil communautaire (CA Ardenne Métropole)

|                       | Dominique Nicolas-Viot | DVD         | 432   | 55,74  | 18 | 2 |  |  |
| Vivier d'abord        |                        |             | 432   | 55,74  | 18 | 2 |  |  |
|                       | Sylviane Hennechart    | DVD         | 343   | 44,25  | 5  | 0 |  |  |
| Avec vous pour Vivier |                        |             | 343   | 44,25  | 5  | 0 |  |  |
|                       |                        |             |       |        |    |   |  |  |
| Inscrits              | Inscrits               | Inscrits    | 1 958 | 100,00 |    |   |  |  |
| Abstentions           | Abstentions            | Abstentions | 1 128 | 57,61  |    |   |  |  |
| Votants               | Votants                | Votants     | 830   | 42,39  |    |   |  |  |
| Blancs                | Blancs                 | Blancs      | 17    | 2,05   |    |   |  |  |
| Nuls                  | Nuls                   | Nuls        | 38    | 4,58   |    |   |  |  |
| Exprimés              | Exprimés               | Exprimés    | 775   | 93,37  |    |   |  |  |

### Vouziers
- Maire sortant : Yann Dugard (DVD)
- 29 sièges à pourvoir au conseil municipal (population légale 2017: 4 340 habitants)
- 21 sièges à pourvoir au conseil communautaire (CC de l'Argonne Ardennaise)

|                                  | Yann Dugard          | DVD         | 749   | 50,43  | 22 | 16 |  |  |
| Pacte6-2020 Ensemble poursuivons |                      |             | 749   | 50,43  | 22 | 16 |  |  |
|                                  | Frédéric Courvoisier | DVG         | 736   | 49,56  | 7  | 5  |  |  |
| Élan vouzinois                   |                      |             | 736   | 49,56  | 7  | 5  |  |  |
|                                  |                      |             |       |        |    |    |  |  |
| Inscrits                         | Inscrits             | Inscrits    | 2 882 | 100,00 |    |    |  |  |
| Abstentions                      | Abstentions          | Abstentions | 1 315 | 45,63  |    |    |  |  |
| Votants                          | Votants              | Votants     | 1 567 | 54,37  |    |    |  |  |
| Blancs                           | Blancs               | Blancs      | 30    | 1,91   |    |    |  |  |
| Nuls                             | Nuls                 | Nuls        | 52    | 3,32   |    |    |  |  |
| Exprimés                         | Exprimés             | Exprimés    | 1 485 | 94,77  |    |    |  |  |

### Vrigne aux Bois
- Maire sortant : Patrick Dutertre (DVG)
- 29 sièges à pourvoir au conseil municipal (population légale 2017: 3 623 habitants)
- 2 sièges à pourvoir au conseil communautaire (CA Ardenne Métropole)

|                     | Patrick Dutertre | DVG         | 698   | 100,00 | 29 | 2 |  |  |
| Ensemble continuons |                  |             | 698   | 100,00 | 29 | 2 |  |  |
|                     |                  |             |       |        |    |   |  |  |
| Inscrits            | Inscrits         | Inscrits    | 2 731 | 100,00 |    |   |  |  |
| Abstentions         | Abstentions      | Abstentions | 1 922 | 70,38  |    |   |  |  |
| Votants             | Votants          | Votants     | 809   | 29,62  |    |   |  |  |
| Blancs              | Blancs           | Blancs      | 33    | 4,08   |    |   |  |  |
| Nuls                | Nuls             | Nuls        | 78    | 9,64   |    |   |  |  |
| Exprimés            | Exprimés         | Exprimés    | 698   | 86,28  |    |   |  |  |